# Anton Bruckner
Josef Anton Bruckner; [ˈantɔn ˈbʁʊknɐ]ⓘ (Ansfelden, 4 de septiembre de 1824-Viena, 11 de octubre de 1896) fue un compositor, profesor y organista austriaco. Compuso música coral, instrumental -para órgano-, de cámara y sinfónica (campo en el que destacó especialmente). Se le considera uno de los últimos representantes del Romanticismo austroalemán. Wagner —que admiraba a Bruckner y al que reconocía como su maestro— señaló en sus memorias: «si alguien tiene ideas sinfónicas después de Beethoven, ese es Bruckner.» Su afán de perfeccionismo y las críticas que recibía le hacían modificar sus obras una y otra vez, con lo cual existen múltiples versiones de una misma obra.

## Biografía

### Infancia y primera formación
Nació en la pequeña ciudad de Ansfelden, en el norte de Austria. Su padre, que era maestro de escuela y tocaba el órgano de la iglesia local, imbuyó a su hijo las dos vocaciones a las que dedicaría su actividad profesional: la enseñanza y la interpretación como organista.

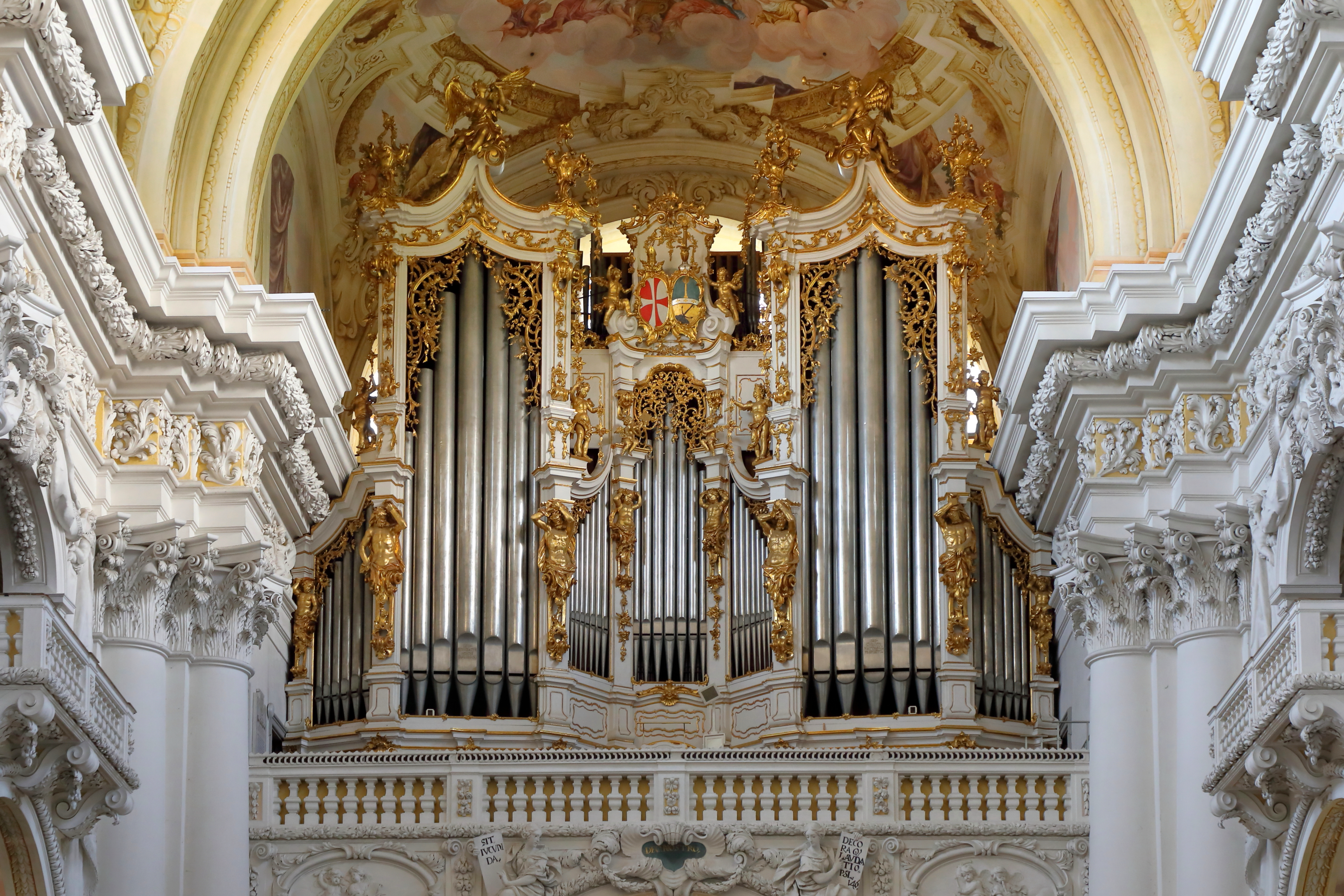
Órgano de Bruckner en el monasterio Sankt Florian

Después de la muerte prematura de su padre en 1837, la madre envió a Bruckner como niño cantor al cercano monasterio de St. Florian, donde también recibió clases de música. Siguiendo la tradición familiar, tomó la decisión de seguir la carrera docente. Después de asistir al seminario preparatorio para maestros en Linz, se convirtió en asistente de la escuela en la aldea de Windhaag, donde pronto tuvo conflictos con sus superiores, lo que finalmente llevó a que fuera transferido: Bruckner había compuesto demasiado e improvisado en el órgano en lugar de ejercer sus deberes (además del servicio escolar y religioso también trabajó en el campo y en el bosque). 
De hecho, hay tres llamadas "misas corales" de esta época, a saber, la Misa Windhaager (una pequeña misa para alto, dos cornos y órgano), y dos breves misas (a cappella): la misa de Kronstorfer y la misa para el Jueves Santo. 
En 1845 finalmente completó el examen de maestro y se unió en el mismo año a un trabajo como profesor asistente de la escuela de St. Florian. Devoto católico, sus estudios musicales se extendieron hasta la edad de 40 años.

### Periodo de San Florián: 1845-1855
En la década que Bruckner pasó en la abadía al principio se dedicó ampliamente a su profesión docente, asistió a un curso de educación superior en Linz en 1850, y cinco años después aprobó un examen para obtener permiso para enseñar en escuelas secundarias. Al mismo tiempo, sin embargo, la música se hizo cada vez más importante para él, por lo que perfeccionó su forma de tocar el órgano, lo que le valió el puesto de organista provisional en 1848, y tres años más tarde que el de organista habitual en St. Florian. Redactó sus primeras composiciones de mayor importancia, como el Réquiem (1848) y la Missa solemnis (1854), así como una serie de motetes y los salmos 22 y 114.
En 1854, Bruckner viajó a Viena por primera vez para someterse a un examen de órgano frente al director de la corte local, Ignaz Aßmayer, que pasó brillantemente. 1855 fue seguido por otro viaje a Viena, donde fue alumno del famoso teórico de la música y profesor de bajo continuo y contrapunto Simon Sechter.

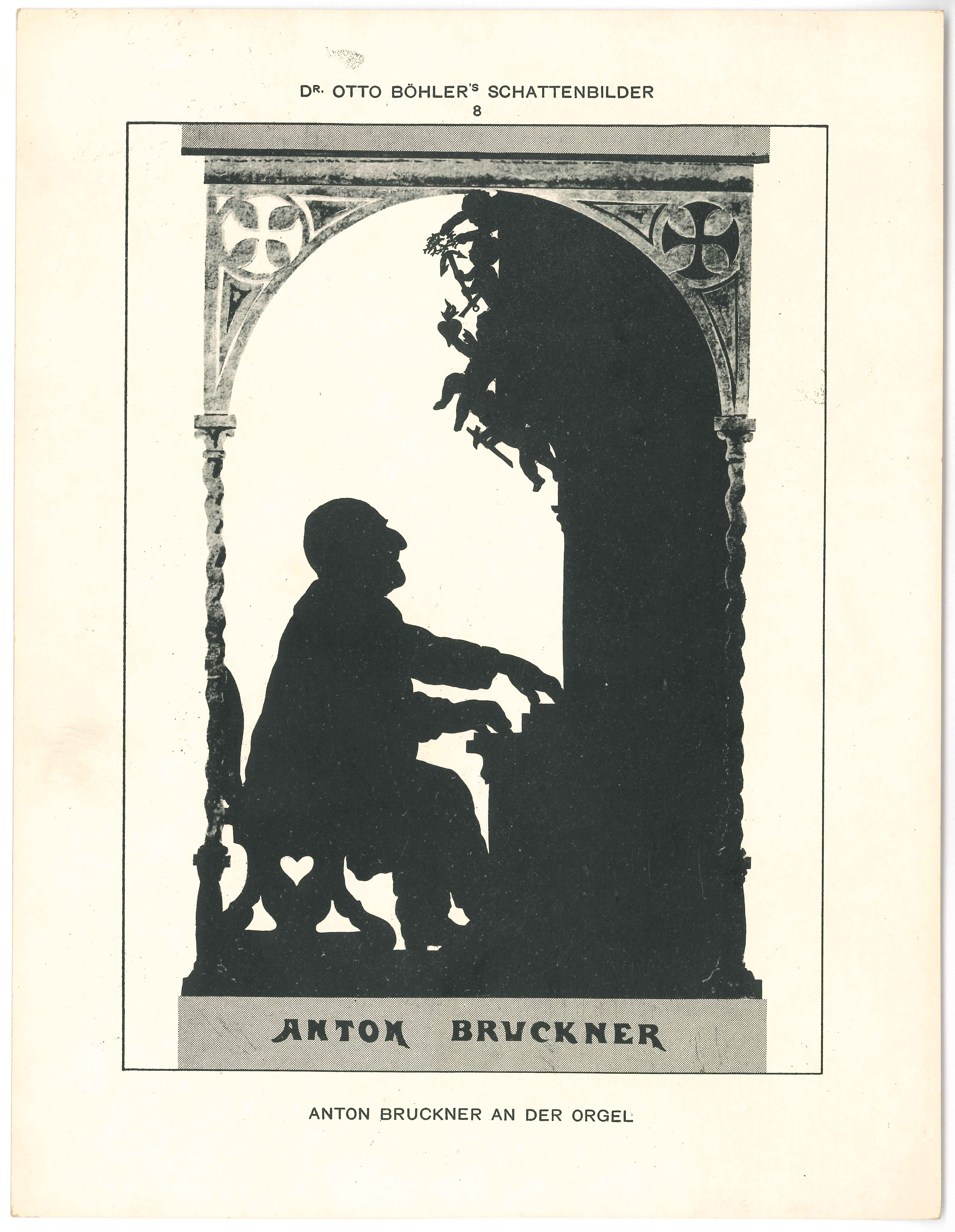
Bruckner en el órgano, silueta de Otto Böhler

### Organista en Linz: 1855-1868
En 1855, el organista titular de Linz murió, por lo que se alineó un concurso para determinar su sucesor. Bruckner inicialmente no presentó la solicitud, pero finalmente fue persuadido para participar. Aunque no había presentado una solicitud por escrito, se le permitió participar. Ninguno de sus competidores pudo alcanzar el virtuoso arte de órgano de Bruckner, por lo que el 8 de diciembre de ese año fue nombrado nuevo organista de la catedral de Ignatiuskirche (Alter Dom). Bruckner se había convertido completamente en músico profesional y finalmente abandonó la actividad de enseñanza escolar. 
Además de su nuevo trabajo, continuó estudiando con Sechter, y visitó a su mentor varias veces en Viena. En 1860 asumió como director del coro la dirección de un club de coros de hombres, el Liedertafel Frohsinn, que mantuvo durante varios años con interrupciones. Con el Liedertafel Bruckner dio numerosos conciertos y, por lo tanto, adquirió una buena reputación como director coral. Compuso numerosas obras para el coro. El 19 de noviembre de 1861, finalmente puso como conclusión de los estudios de teoría musical frente a una comisión dirigida por Sechter, a la que también pertenecían los directores Johann von Herbeck y Felix Otto Dessoff. La profesionalidad con la que Bruckner dominó las demandas hechas fue inspirada por Herbeck, quien posteriormente se convirtió en un importante defensor de Bruckner, ante la famosa exclamación "Debería habernos puesto a prueba".
Bruckner había dominado por completo e interiorizado los aspectos técnicos de la composición, pero a pesar de las numerosas piezas ya escritas, aparentemente todavía no se sentía lo suficientemente seguro en la práctica de la composición libre, por lo que visitó al director de teatro Otto Kitzler para obtener más educación en esta área en Linz. Kitzler, casi diez años más joven que Bruckner, era un sincero admirador de Héctor Berlioz, Franz Liszt y Richard Wagner, por medio de los cuales demostró a Bruckner los métodos modernos de composición e instrumentación. Ludwig van Beethoven, Robert Schumann y Felix Mendelssohn Bartholdy también fueron piedras angulares importantes de estas lecciones. Durante este tiempo, Kitzler continuó animando a su alumno para componer (significativamente, Simon Sechter había prohibido previamente cualquier composición libre durante sus lecciones). Entre otras, se crearon las primeras obras instrumentales importantes: un cuarteto de cuerda, una obertura y la llamada sinfonía de estudio. 
Después de completar este trabajo en 1863, se consideró que Kitzler había completado con éxito los estudios de Bruckner. Entre 1864 y 1868, las primeras obras importantes del compositor Bruckner se produjeron con las tres misas principales en re menor, mi menor y fa menor, así como la Sinfonía n.º 1 en do menor.
Después de haber entrado en contacto con la música de Wagner, Bruckner, mientras tanto, había estudiado las partituras de Tannhäuser y El holandés errante, y quedó muy impresionado por las obras. En junio de 1865, con motivo de una interpretación de Tristan e Isolda en Múnich, finalmente conoció al venerado compositor en persona. Wagner aceptó benevolentemente a Bruckner y, tres años más tarde, incluso le dio a él y a su Liedertafel "Frohsinn" el estreno concertante de la escena final de Los maestros cantores de Núremberg (4 de abril de 1868). 
Sin embargo, las numerosas actividades como organista, director de coro y compositor habían cobrado su precio un año antes: las fuerzas de Bruckner habían trabajado tanto que en 1867 tuvo que someterse a una recuperación ya que sufrió una crisis nerviosa, una profunda depresión, y estuvo ingresado durante tres meses en una clínica de Bad Kreuzen. Un año después padeció otro paroxismo nervioso y volvió a la misma clínica de reposo.
En 1868, la primera sinfonía de Bruckner bajo el liderazgo del compositor tuvo un estreno mundial bastante exitoso, que fue positivamente revisado por el famoso crítico vienés Eduard Hanslick. Sin embargo Bruckner quería dar a conocer sus composiciones a un público más amplio que el posible en la provincia. Además, desde la muerte de Sechter en septiembre del año anterior había liberado su puesto como profesor de teoría de la música (bajo continuo y contrapunto) y organista en el Conservatorio de Viena, así como en la posición de organista de la corte, y Bruckner decidió convertirse en el sucesor de su antiguo mentor en Viena. 

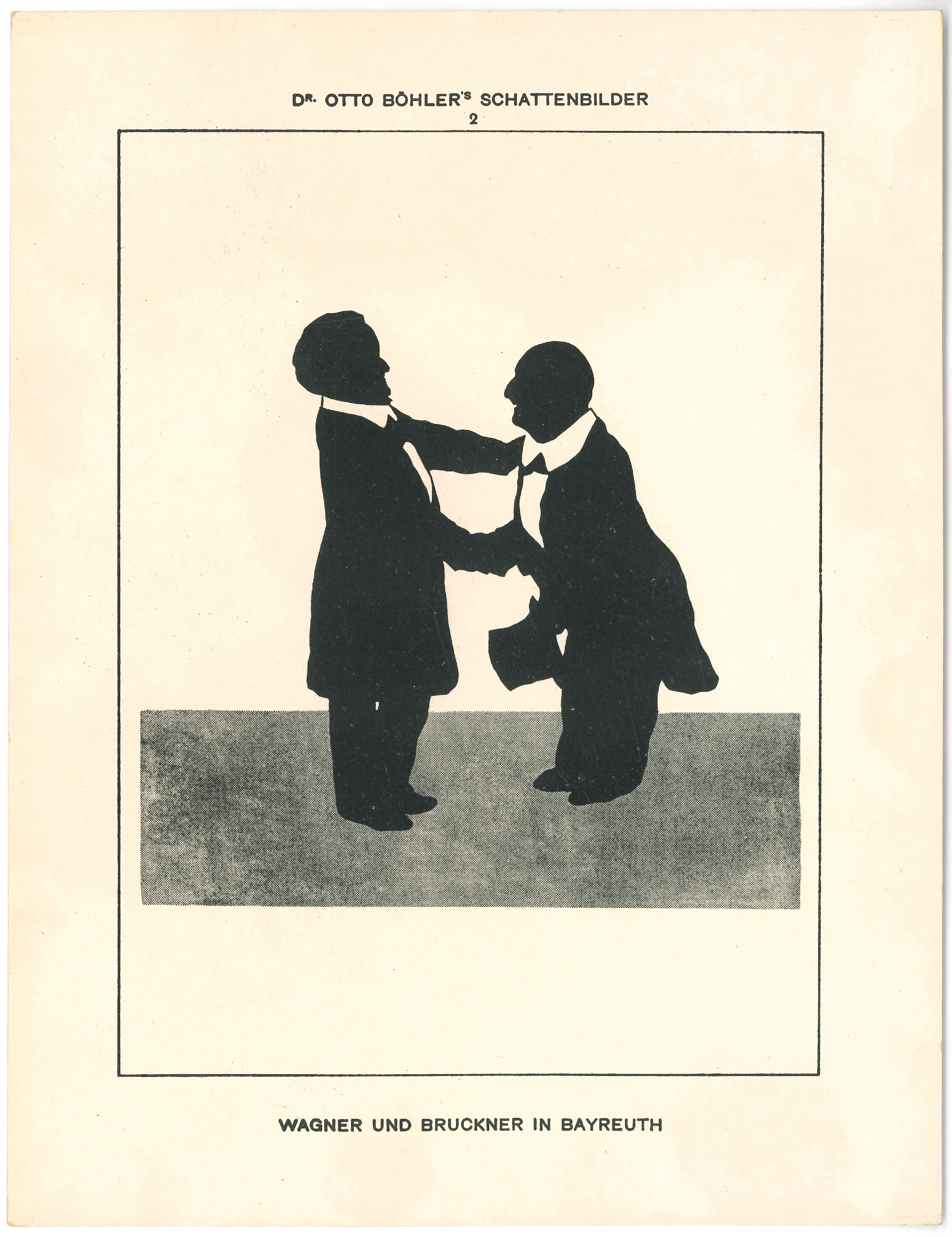
Bruckner y Wagner 1873 en Bayreuth; Silueta de Otto Böhler

Aunque Bruckner era un organista renombrado en su tiempo, impresionando a audiencias en Francia e Inglaterra con sus improvisaciones, no compuso ninguna obra importante para este instrumento (aunque sí compuso varias obras menores y escribió algunas transcripciones al órgano de sus sinfonías). Sus sesiones de improvisación le proporcionaron a veces ideas que desarrollaría posteriormente en sus sinfonías.
A partir de 1875 impartió armonía y contrapunto en la Universidad de Viena. Dentro del círculo de sus adeptos en la Universidad se encontraban Hans Rott, Hugo Wolf y Gustav Mahler, en ese entonces aún estudiantes.

### Bruckner en Viena: 1868-1896
Al llegar a Viena, los trabajos esperados le fueron otorgados de inmediato. Además del golpe familiar del destino que supuso que su hermana muriera en su apartamento a principios de 1870, logró el éxito artístico en los primeros años: en 1869 Bruckner se convirtió en un virtuoso de órgano con conciertos extremadamente exitosos en Nancy y París, y en 1871 en Londres. Los estrenos mundiales de la Misa en mi menor en Linz (1869) y la Misa en fa menor en Viena (1872) fueron recibidos con aplausos. Su docencia en el k. u. k. Reichshauptstadt comenzó tan prometedora para el compositor que no dejó sospechar mucho de las peleas posteriores por su reconocimiento. 
La situación para Bruckner solo se volvió problemática cuando comenzó a dar a conocer sus sinfonías a los vieneses. La Sinfonía n. ° 2 en do menor fue estrenada por la Filarmónica de Viena en 1873. Eduard Hanslick, que había tratado a Bruckner con benevolencia en la época de Linz, ahora se comportó cada vez de forma más distante hacia él. La ruptura entre los dos llegó en 1877, cuando Bruckner estrenó su Tercera Sinfonía, que dedicó a Richard Wagner en cartas extremadamente sumisas, que se convirtió en el mayor fracaso de su carrera. 
La escena musical vienesa estaba polarizada por los partidarios del estilo musical de Richard Wagner y los que preferían la música de Johannes Brahms. Al dedicar a Wagner su Tercera Sinfonía, Bruckner se ubicó sin desearlo en uno de los dos bandos. El crítico musical Eduard Hanslick, líder de la corriente conservadora, escogió a Bruckner como blanco de su ira antiwagneriana al calificar esta sinfonía como "si la Novena de Beethoven y la Walkiria de Wagner se mezclaran, y la primera acabara pisoteada por los cascos de los caballos de la segunda". Hanslick era un firme opositor de la Nueva Escuela Alemana, a cuyos representantes autorizados Wagner pertenecía, y vio en Bruckner uno de los epígonos de Wagner, que debían detenerse. Sus críticas a las obras de Bruckner se convirtieron en un rechazo fanático. Como crítico principal de Viena, influyó negativamente en muchos de sus colegas para con Bruckner. Bruckner ahora era considerado por muchos críticos como "wagneriano" y, como pronto se hizo evidente, como un oponente de Johannes Brahms, quien fue venerado por Hanslick y que finalmente se estableció en Viena en 1872. Solo un pequeño círculo de amigos y seguidores continuó defendiendo al compositor. Estos incluyeron junto al entonces Ministro de Educación y Cultura Karl von Stremayr, a quien Bruckner en 1878 dedica la quinta sinfonía, que había confirmado el nombramiento de Bruckner como profesor en la Universidad de Viena, [3] algunos directores (como Hans Richter) y sus alumnos en el conservatorio, y muchos estudiantes de la Universidad de Viena donde Bruckner dio conferencias desde 1875 como profesor de teoría de la música.
Bruckner tenía partidarios, entre los que se contaban famosos directores de orquesta como Arthur Nikisch y Franz Schalk, que intentaban constantemente acercar su música al público. Con este buen propósito propusieron al maestro gran cantidad de modificaciones a sus obras para hacer su música más aceptable al público. El carácter retraído de Bruckner hizo que consintiera en realizar algunos cambios, aunque se cercioró de conservar sus manuscritos originales, seguro de su validez. Estos fueron posteriormente legados a la Biblioteca Nacional de Viena.
Otra prueba de la confianza de Bruckner en su capacidad artística es el hecho de que a menudo comenzaba el trabajo en una nueva sinfonía pocos días después de acabar la anterior. Además de sus sinfonías, Bruckner escribió misas, motetes y otras obras corales sacras.
Solo los exitosos estrenos de la Cuarta Sinfonía y el Quinteto de Cuerdas en fa mayor (1881) le sirvieron a Bruckner para obtener el respeto a medias, pero la posición frontal entre los «brahmsianos» y los «Wagner y brucknerianos» debía continuar hasta el final. Sin embargo, el organista Bruckner pudo disfrutar de una fama duradera, como se demostró en una gira de conciertos por Suiza en 1880.
Sin embargo, el gran avance para la música de Bruckner se produjo solo a través del estreno de la Sinfonía n.º 7, en 1884, por el joven director Arthur Nikisch, que tuvo lugar significativamente en Leipzig (es decir, lejos de la Kampfplatz de Viena). El gran éxito del estreno de su Séptima Sinfonía en Leipzig en 1884 proporcionó finalmente a Bruckner el reconocimiento público que se le había negado hasta entonces. Según el propio Bruckner, encontró la inspiración para componer el tema principal del Adagio al saber que Wagner, su amado maestro, estaba agonizando, e incluyó por primera vez en su orquestación unas tubas wagnerianas para entonar el lamento fúnebre con el que concluye la pieza.
La quinta y sexta sinfonías, por otro lado, tuvieron que esperar muchos años para su estreno mundial. El compositor ya no pudo asistir a estos eventos. Sin embargo, después de que Hermann Levi finalmente ayudara a la Séptima a triunfar en Múnich en 1885, la interpretación de Hans Richter del Tedeum en Viena al año siguiente también se convirtió en un brillante éxito. La música de Bruckner prevaleció gradualmente tanto en casa como en el extranjero. El emperador Francisco José I quedó tan impresionado por el Tedeum que le dio a Bruckner la Cruz de Caballero de la Orden de Francisco José.
Mientras tanto, las sinfonías anteriores de Bruckner habían vuelto a llamar la atención. Sin embargo, antes de que el compositor lanzara la primera y la tercera para nuevas interpretaciones, las sometió a revisiones exhaustivas. 
No obstante, Bruckner volvió a tener un serio contratiempo al preparar el estreno de su Octava Sinfonía, cuando el director de la orquesta, Hermann Levi, le devolvió la partitura con numerosas correcciones y críticas. Apesadumbrado, el maestro emprendió una revisión general de la obra, que finalmente fue estrenada, en esta segunda versión, por Hans Richter en Viena en 1892, con un éxito notable. Posiblemente afectado por el rechazo de la primera versión, Bruckner llevó a cabo una revisión exhaustiva de otras sinfonías anteriores.

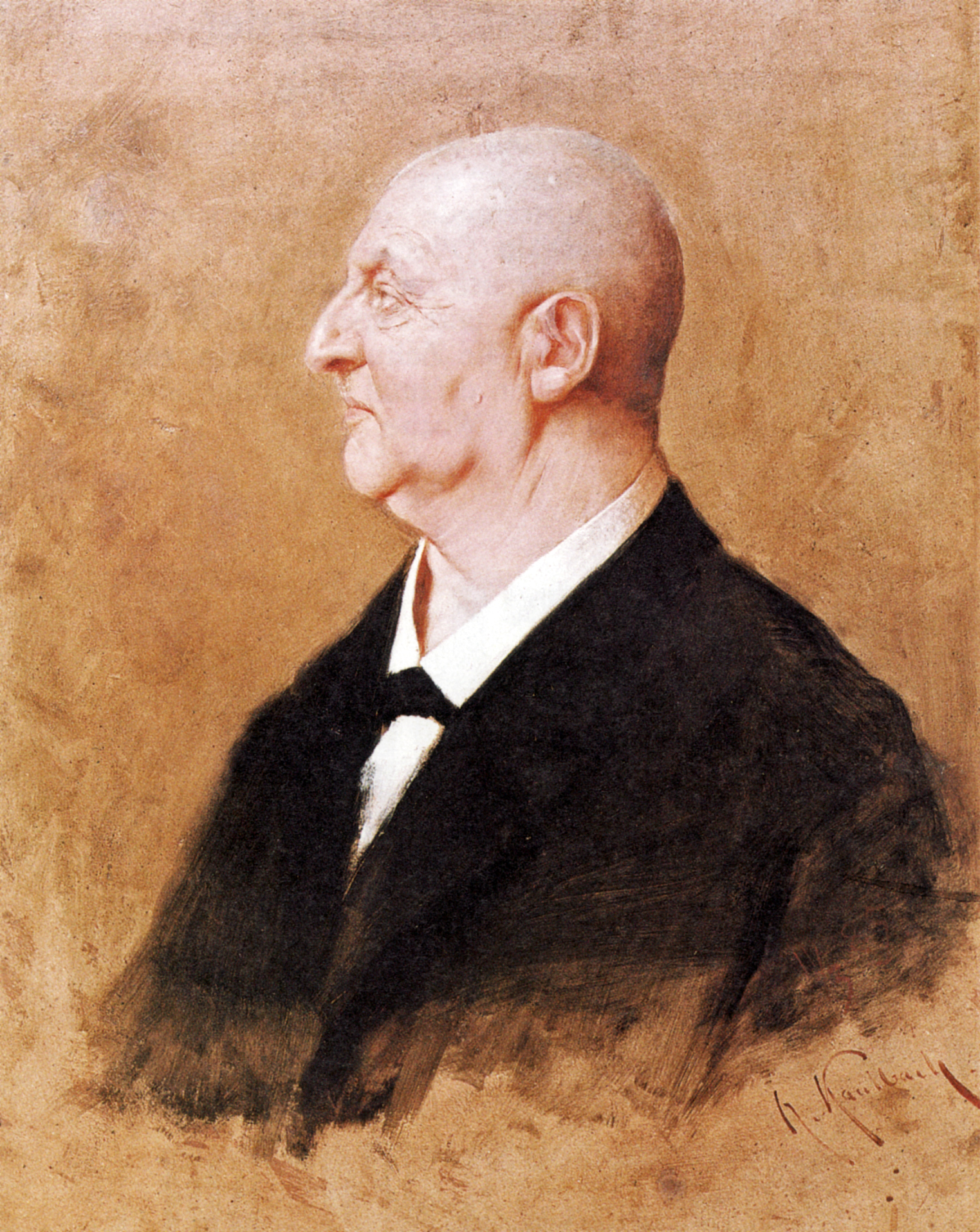
Anton Bruckner (Kaulbach), 1885

### Últimos años
A fines de la década de 1880, la salud de Bruckner se había deteriorado gradualmente. Entre otras cosas, le diagnosticaron diabetes e insuficiencia cardíaca. El compositor se vio obligado a retirarse de sus puestos en la universidad, el conservatorio y la orquesta de la corte. En 1891 se retiró como profesor del Conservatorio. En 1892 dejó el puesto de Organista de la Corte, y dos años después dio su última conferencia en la Universidad. 
Su vida era ahora la composición de su novena sinfonía, que había perseguido desde 1887. Recibió muchos honores, por lo que en 1891 obtuvo el título de doctor honorario de la Universidad de Viena. Además, el emperador le concedió a Bruckner, en 1895, el privilegio de alquilar gratis un departamento en el Palacio del Belvedere. Aquí pasó su último año de vida. Con un poder creativo infatigable, el compositor continuó escribiendo su obra, pero de la novena sinfonía solo se terminaron los primeros tres movimientos; el cuarto seguiría siendo un fragmento.
Bruckner murió el 11 de octubre de 1896 a las 16:00 horas, según el libro de la muerte, por un defecto de una válvula cardíaca. Sus restos mortales fueron embalsamados según su voluntad. En el recordatorio escrito en nombre de sus hermanos Rosalia e Ignaz, se puede leer que el 14 de octubre fue trasladado a la Karlskirche por la funeraria (distrito III, Heugasse n.º 3, Belvedere superior), y que fue bendecido y enterrado el 15 de octubre de 1896 en la basílica del monasterio de San Florián. El sarcófago de Bruckner, que se colocó debajo del órgano, lleva en el pedestal la inscripción «Non confundar in aeternum» («No estaré para siempre perdido»), la línea final del Tedeum.

## Relación con el director Franz Schalk

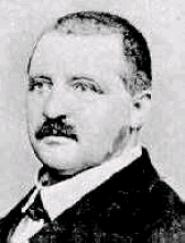
Bruckner, 1868

Al igual que su hermano mayor Joseph, Franz Schalk fue alumno de Anton Bruckner. Aunque contribuyó significativamente a dar a conocer las sinfonías de Bruckner, debe mencionarse que modificó extensamente estas obras para su interpretación, a menudo en colaboración con su hermano o Ferdinand Löwe, y muchas veces las distorsionó por completo. El ejemplo más llamativo aquí es el de la Quinta Sinfonía, cuyo estreno dirigió Schalk en Graz en 1894. En su movimiento final eliminó más de 100 compases y, al igual que los demás movimientos sinfónicos, reinstrumentó completamente el resto. El trabajo fue finalmente publicado en esta versión. Fue solo en la década de 1930 cuando el musicólogo Robert Haas pudo publicar las versiones originales de la quinta y otras sinfonías de Bruckner con la versión original de Bruckner recuperada. Las versiones de los hermanos Schalk y Ferdinand Löwe cayeron entonces en el olvido.
La relación entre Bruckner y Schalk no estuvo exenta de problemas. Como ahora se desprende de la publicación del intercambio de cartas (Benjamin-Gunnar Cohrs había informado sobre esto), los hermanos Schalk no siempre fueron honestos con Bruckner. Exteriormente actuaron como muy serviciales; pero entre bastidores a menudo se burlaban de él. Bruckner pareció intuir esto, y según Max Auer estaba muy molesto con sus modificaciones. A pesar de algunos rasgos de carácter cuestionables en el joven Schalk, que quizás puedan disculparse por su inmadurez, Schalk fue uno de los defensores más importantes de la música de Bruckner, que era muy atacada por los partidarios de Brahms, especialmente el crítico sectario Eduard Hanslick.
Revisó sus puntos de vista a lo largo de su vida y dudó sobre la idea de una edición completa. Max Auer informó de una reunión de expertos de Bruckner en Múnich (1927) en que Schalk aprobó la publicación de los manuscritos, aunque solo con fines científicos. La versión de Linz de la Sinfonía n.º 1 también le pareció importante y el lanzamiento del manuscrito de la Sexta Sinfonía.
Estaba particularmente interesado en ver la Misa en fa menor impresa en la versión original y simple de la orquesta de la corte, porque con gusto y con regularidad había dirigido esta misa en la versión manuscrita después de 1919. (¡De alguna manera estaba rechazando indirectamente el trabajo de su hermano Josef, quien había modificado en gran medida la primera edición! )
Siegmund von Hausegger informó que en 1930 Schalk adoptó una actitud muy crítica y autocrítica hacia su propio trabajo como arreglista. Auer quería que se hiciera cargo del estreno de la sinfonía n.º 9 en la versión original; pero como ya estaba gravemente enfermo, no pudo responder a la carta de Auer, y Siegmund von Hausegger se hizo cargo de este memorable estreno en 1932.
Franz Schalk estuvo casado con la cantante Lili Schalk (nacida von Hopfen, 1873-1967). Como su heredera, poseía muchos de los manuscritos de Anton Bruckner. Aunque hubo un acuerdo contractual para que estuvieran disponibles para la edición completa, al menos para su inspección, siempre hubo problemas con la gestión de la edición completa de Anton Bruckner. Por ejemplo, en 1939 a Robert Haas se le negó el acceso a la copia de la tercera Sinfonía (III/3). Solo Leopold Nowak tuvo acceso a muchas de las fuentes.

## Rasgos de su personalidad
A lo largo de su vida fue desarrollando una personalidad con unos rasgos maníaco-compulsivos. Con el tiempo aumentaron sus inseguridades, su natural miedo a la vida y sus diversas obsesiones, algunas de ellas macabras. Entre sus numerosas manías se encuentran:

- Aritmomanía compulsiva, o pasión por contar o hacer colecciones de todas las cosas que lo rodeaban (manía por contar los ladrillos y las ventanas de los edificios).
- Angustia y dolor por abandonar un lugar (de Linz, de Viena, de San Florian...).
- Obstinación por revisar partituras (de ahí la complejidad por reconocer sus auténticos originales de las revisiones).
- Obsesión por los títulos y los diplomas.
- Guardaba decenas de botines en los armarios.
- Obsesión por los campanarios a los que subía para comprobar si había una cruz.
- Rituales de verificación: entraba una y otra vez en la casa para comprobar que había dejado apagadas las velas.
- Fascinación por tumbas, cementerios y mazmorras (llegó a visitar el museo de las torturas de Núremberg y la torre de Londres).
- Comportamiento necrofílico:[8] tocó y besó los cráneos de Beethoven y Schubert cuando sus cadáveres fueron exhumados y también el del Emperador Maximiliano, tras ser ajusticiado en México y repatriado a Viena.

## Obra
La obra de Anton Bruckner se concentra primordialmente en obras sinfónicas y música religiosa. Durante su vida también destacó en sus interpretaciones e improvisaciones con órgano, la mayoría de las cuales no fueron transcritas y, por tanto, no se han conservado. Su música, imbuida de una intensa religiosidad, busca la perfección formal al tiempo que quiere ser un gran himno de alabanza al Dios en el que creía fervientemente (y a quien dedicó incluso su última obra, la Novena sinfonía). En los países latinos su obra es relativamente poco conocida, aunque es programada de forma cada vez más frecuente, pero en los países germánicos goza de un gran reconocimiento y se le considera como uno de los mayores compositores de la Historia.
Sus sinfonías constituyen una síntesis entre la armonía romántica y la tradición contrapuntística. En ellas Bruckner recoge las conquistas armónicas e instrumentales de su admirado Wagner, introduciendo con frecuencia pasajes de gran cromatismo, con otros más reposados de colores sobrios. El procedimiento de desarrollo del discurso musical, centrado en el contrapunto, tiene poco que ver con la variación continua manejada por Wagner y su técnica del leitmotiv.
Los aspectos estructurales de las sinfonías brucknerianas se aproximan al modelo de Schubert. Bruckner no renuncia al empleo de la forma sonata o a la tonalidad básica en las secciones principales y sus movimientos adquieren largas dimensiones. Estas grandes duraciones se basan en la presencia de tres temas, extensamente desarrollados desde su presentación, con tempi casi siempre lentos o reposados incluso en los scherzos de transición. La densidad formal contrapone momentos de clímax muy potentes a otros de gran lirismo, asociados principalmente a la belleza de las melodías. Su orquestación se caracteriza por la alternancia de las distintas familias instrumentales, un poco como el timbre de su propio instrumento, el órgano. Por otro lado Bruckner irá ampliando progresivamente la plantilla orquestal a lo largo de su trayectoria, hasta alcanzar dimensiones wagnerianas, pero con una sonoridad muy distinta.
Entre las interpretaciones integrales de sus sinfonías destacan las de cuatro directores muy diferentes, pero que se han convertido con el tiempo en las versiones de referencia de estas obras. En primer lugar hay que destacar los dos ciclos grabados por Eugen Jochum, el primero con la Filarmónica de Berlín y la Orquesta de la Radio Bávara y el segundo con la Staatskappelle de Dresde, que han quedado como la interpretación clásica tradicional por excelencia de estas sinfonías y que gozan de la característica solidez de las interpretaciones de Jochum. 
La segunda es la integral de Herbert von Karajan con la Filarmónica de Berlín, en la que destacan las versiones de la séptima y la octava (de hecho la séptima fue la obra que interpretó en su último concierto). El estilo de Karajan se adaptaba muy bien a las características de las obras de Bruckner permitiéndole brillar en los momentos de intensidad y plenitud orquestal y a la vez, con su tendencia a acentuar los contrastes, aportar luminosidad a obras que pueden resultar monótonas al oyente.
La tercera integral que es quizá la considerada como la más perfecta, es la de Sergiu Celibidache con la Filarmónica de Múnich. Es conocida la obsesión de Celibidache por la obra de Bruckner, que interpretó sin cesar a lo largo de su carrera. Las grabaciones más difundidas están realizadas en directo en conciertos de la Filarmónica de Múnich en sus últimos años y reflejan una comunión total entre el autor y el director intérprete, que modula la obra a su manera, alargado los tempi como acostumbraba y acentuando la expresividad de los desarrollos. Estas grabaciones son reconocidas como una de las cumbres de la interpretación sinfónica registradas. 
Finalmente hay que destacar las interpretaciones del ciclo del maestro Günter Wand, otro director especialista en Bruckner. Tanto su integral de 1989 con la Orquesta de la Radio de Hamburgo como sus versiones de los años 90, de las sinfonías 4, 5, 6, 7, 8 y 9 con la Filarmónica de Berlín rayan a una gran altura. Retomando una lectura más clásica del compositor pero cuidando todos los detalles, especialmente los tímbricos y las transiciones rítmicas, consigue unas versiones de gran belleza que quizá alcanzan su culminación en la interpretación de la octava sinfonía grabada en directo en la catedral de Lübeck.

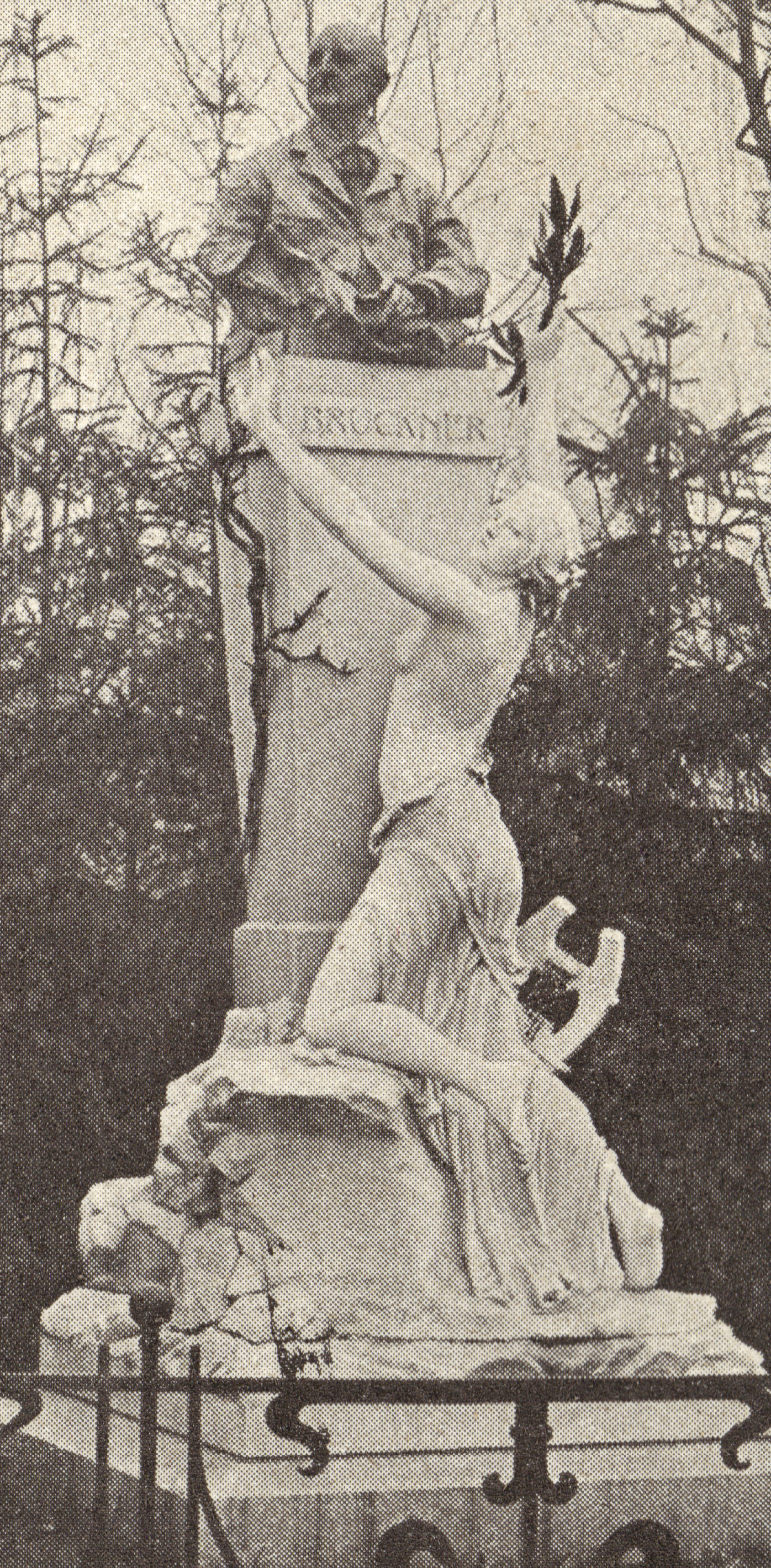
Monumento a Bruckner de Viktor Tilgner en el parque de la ciudad de Viena, Inaugurado en 1908

## Recepción
Durante su vida, Bruckner inicialmente disfrutó solo de la reputación de ser uno de los mejores virtuosos de órgano de su tiempo. Para su reconocimiento como compositor, tuvo que luchar laboriosamente contra él. Durante muchos años, sus sinfonías no se tomaron en serio, su creador fue considerado un extraño inoportuno, lo que finalmente fue, en un sentido más positivo, y se burló de los críticos autorizados. Aunque sus últimos años estuvieron marcados por un éxito cada vez mayor, una apreciación seria del trabajo de Bruckner no tuvo lugar hasta el siglo XX. 
En su vida, las trincheras entre los seguidores de Richard Wagner y Johannes Brahms con su portavoz Eduard Hanslick aún eran demasiado profundas. El problema de Anton Bruckner era que no encajaba en ninguna de las partes: aunque era uno de los más grandes admiradores de Wagner, no se vio afectado por su estilo y filosofía musical, lo cual es evidente por el hecho de que en realidad declaró a Wagner sobrepasado y elegir la forma de sinfonía para sus obras. Por otro lado, Bruckner también era muy diferente de Brahms, a quien consideraba un competidor, aunque ambos eran partidarios de la música absoluta. Así se colocó al margen, tanto de opositores como de seguidores, contados entre los wagnerianos, y así atrajo la inexorable hostilidad de Hanslick. Los siguientes dos informes muestran que no hubo animosidades entre Brahms y Bruckner:
1. Bruckner usó el tema principal de Brahms para su primer Concierto para piano (d) en el Conservatorio para ejercicios de composición con la sugerencia (sí "casi" verdadera) de que este era realmente un tema "para una sinfonía".
2. Bernhard Paumgartner dijo (en ORF) que había estado presente en el funeral por la muerte de Bruckner cuando tenía ocho años, y Brahms, inadvertido, se deslizó, escondido detrás de un pilar durante un tiempo mirando las devociones.

Bruckner es, junto con Brahms y Wagner, el compositor de finales del siglo XIX, cuya obra fue probablemente la más importante para el desarrollo posterior de la música occidental. Especialmente la novena sinfonía fue excepcionalmente moderna para su época. En su tercer movimiento, Bruckner ya anticipa el lenguaje extremadamente cromático del primer Arnold Schoenberg, y su técnica de doce tonos debe mucho al tema principal de este movimiento. La sinfonía monumental expresiva de Gustav Mahler es impensable sin la preparación minuciosa de Bruckner en este campo. Desde el "ritmo de Bruckner", que en la sexta y novena sinfonías se expande en verdaderos tapices de sonido, Jean Sibelius fue estimulado por estructuras entrelazadas rítmicamente de manera similar en sus sinfonías. En la siguiente generación de compositores, la influencia de Bruckner se puede encontrar especialmente entre los representantes del neoclasicismo musical, especialmente Paul Hindemith y Johann Nepomuk David, quienes quedaron particularmente impresionados por el sentido del diseño claro de Bruckner. Finalmente, Bruckner también fue un gran modelo a seguir para compositores más conservadores del siglo XX, como Franz Schmidt, Richard Wetz, Wilhelm Furtwängler, Wilhelm Petersen o Martin Scherber, quienes tomaron su estilo como la base de su respectiva continuación individual de la misma. Incluso Dmitri Shostakóvich es apenas concebible sin Bruckner. También se debió en gran parte a Bruckner el que la música sagrada fuera concebible a través de sus misas y, sobre todo, de su Tedeum.
La importancia de Bruckner para toda la música posterior en los años posteriores a la Segunda Guerra Mundial pasó a un segundo plano debido a la apropiación de los nacionalsocialistas de la música de Bruckner que llamaban "música aria alemana" y similar a la que hicieron de Beethoven y Wagner con fines de propaganda. Así, después del anuncio de la muerte de Adolf Hitler el 1 de mayo de 1945, el Adagio de la Séptima Sinfonía (cuya coda fue concebida como música funeraria para Wagner) fue transmitido por radio. Incluso se llegó a definir el tipo de Bruckner (nariz corta, rechoncha y enganchada) como una subespecie distinta de los arios, que se adaptaba particularmente bien a la música. Cuando eso ya no era suficiente, Bruckner fue descrito como alto y fuerte, lo que, por supuesto, representaba una completa falsificación de los hechos. Sin embargo, muchos compositores no se atrevieron a referirse a Bruckner en los primeros años de la posguerra. 
Sin embargo, muy pronto, Eugen Jochum y Sergiu Celibidache lo volvieron a introducir en los programas de sus orquestas con sus devotas versiones y Bruckner y su trabajo comenzaron a ser juzgados de manera más objetiva, por lo que su música continúa disfrutando de una gran popularidad en las salas de conciertos del mundo. Como importantes intérpretes de las sinfonías de Bruckner se pueden destacar a los directores Bruno Walter, Volkmar Andreae, Carl Schuricht, Otto Klemperer, Wilhelm Furtwangler, Eugen Jochum, Herbert von Karajan, Kurt Eichhorn, Günter Wand, Sergiu Celibidache, Carlo Maria Giulini, Gennady Rozhdestvensky, Georg Tintner, Stanislaw Skrowaczewski, Bernard Haitink, Niko Harnardink, Nikola Harnitinku, Eliahu Inbal, Hortense de Gelmini, Daniel Barenboim, Christoph Eschenbach, Valery Gergiev, Toshiyuki Kamioka, Takashi Asahina, Simone Young, Gerd Schaller, Mariss Jansons y Christian Thielemann.